# Perdita di fiato
Perdita di fiato è uno dei primi racconti brevi dell'orrore scritti da Edgar Allan Poe. Fu pubblicato nella raccolta Racconti del grottesco e dell'arabesco nel 1840.

## Trama
Il signor Lackobreath (Senzafiato), la mattina seguente alle nozze, litiga con la moglie e mentre urla perde il fiato, ma fa in modo che la moglie non se ne accorga allontanandosi da questa. Il signor Lackobreath impara così a memoria la parte dell'eroe della tragedia "Matamors" usando una voce gutturale, unico modo ormai per lui di parlare, di farsi comprendere e di non destare sospetti in giro. Un mattino il signor Lackobreath prende una diligenza dando ad intendere ai suoi conoscenti che un affare di importanza estrema esigesse la sua partenza. La vettura, in serata, quando all'interno non si vedeva molto chiaramente, arriva ad essere sovraccarica di persone e queste sono costrette ad assumere posizioni scomode. Il mattino dopo, il compagno di viaggio che aveva viaggiato addosso al signor Lackobreath, schiacciandolo, si scusa con lui ringraziandolo, ma non sentendo alcuna risposta e vedendo il corpo di questi in una posizione innaturale, (con le membra tutte slogate e il capo torto da un lato) sveglia tutti i passeggeri comunicando loro che Lackobreath è un cadavere, capitato lì chissà come, e per dimostrare la veridicità della sua affermazione dà un colpo all'occhio destro di Lackobreath senza alcuna apprezzabile reazione da parte di quest'ultimo. Quindi i nove viaggiatori cercano di verificare ciò tirandogli le orecchie una volta a testa. Rendendosi conto che si tratta di un cadavere, i viaggiatori lo lanciano in terra e il postiglione gli lancia addosso il suo bagaglio più grosso colpendolo casualmente proprio in testa, lasciandolo davanti a una taverna chiamata "Corvo" (o "Cornacchia" dipende dalle traduzioni). L'oste, veduto il corpo, lo raccoglie e cerca un medico che possa cercare di fare qualcosa. Un medico e un farmacista effettuano alcune prove e piccoli esperimenti per capire se sia o meno morto, e poi Lackobreath viene lasciato chiuso in una soffitta. Dove poi, successivamente, riesce a strapparsi le legature di dosso e dopo aver aperto una finestra si butta giù da questa. In quel momento passa sotto una carretta del boia col signor W.che è un assaltatore di diligenze che deve andare al patibolo per essere impiccato e il signor Lackobreath (che gli assomiglia molto) si ritrova a cadere in piedi dove c'è il corpo di W. steso che prontamente sfrutta questo evento in suo favore per saltare fuori dalla carretta del boia. Le guardie sulla carretta che dormivano, si svegliano in seguito al trambusto e vedendo il signor Lackobreath in piedi (precisa copia di W.) e prendendolo per il signor W. che si stava alzando per scappare, lo stendono col calcio dei loro moschetti. Quando il signor Lackobreath arriva al patibolo e viene impiccato non sente alcun dolore, avverte solo un fastidio del nodo del cappio sotto l'orecchio sinistro, ma davanti alla folla si esibisce con convulsioni e spasmi degni di un'autentica impiccagione. Dopo l'impiccagione, Lackobreath viene messo in una bara e portato al cimitero. Qui, una volta aperta la propria bara, il signor Lackobreath per combattere la noia passa ad aprire le bare intorno a lui per far "speculazioni" sui defunti che vi erano dentro. E mentre "soliloquia" con questo cadavere allampanato e panciuto, stringendogli il naso e ponendolo fuori dalla bara, questi finalmente parlando spezza il fazzoletto che gli tiene chiusa la bocca e infastidito dalla presa al naso e seccato dalla loquacità di Lackobreath, gli spiega la propria morte, dicendogli che si chiama Windenough (Moltofiato) ed è il suo vicino di casa, ed è lui che passando sotto la finestra di Lackobreath, gli trattiene il fiato, rubandoglielo involontariamente. Dopo di ciò Windenough restituisce a Lackobreath il fiato che gli aveva sottratto.